# Scaptobius reticulatus
Scaptobius reticulatus är en skalbaggsart som beskrevs av Schein 1957. Scaptobius reticulatus ingår i släktet Scaptobius och familjen Cetoniidae. Inga underarter finns listade i Catalogue of Life.